# ティオと大海恵
ティオと大海恵（おおうみ めぐみ）は、雷句誠の漫画『金色のガッシュ!!』および同作を原作としたテレビアニメ『金色のガッシュベル!!』の登場人物。

## ティオ
声 - 釘宮理恵
- 本の色：朱色
- 人間換算年齢：6歳
- 身長：ガッシュより若干高め（120cm以下）
- 家族構成：父・母・姉・弟
- 好きな食べ物：魚、シーチキン、ケーキ
- 嫌いな食べ物：原作では不明だが、アニメ版ではニンジン（現在は克服している）
- 趣味：歌、ダンス、首絞め、恵のマネ
- 握力：80〜120kg（自称150kg）
- 嫌いな魔物：モモン

本作品における魔物サイドのヒロイン。背中まで届くほどのピンク色の長髪を持つ魔物の少女。ガッシュの最初の仲間。
作中でも可愛いと評されるほどの美少女だが、短気な一面もあり、怒った彼女を見た人物は「凶暴」と指摘している。ガッシュとは幼馴染みであり、魔界にいたころはガッシュをいじめていたようだが、決して仲が悪いわけではなく、ガッシュが他の悪童からいじめられているのを助けている描写もある。また、魔界ではコルルとともにクラスメイトで、彼女とは仲が良かった。魔界時代から他の魔物の首をよく絞めていたため、「首絞めティオ」の異名を持ち、彼女に首を絞められた者は人間・魔物を問わず、ろくろ首のように首が伸びる。さらに、怒りや憎しみが頂点に達すると「暴れん坊状態」（恵談）となってしまう。高所恐怖症という弱点がある。好きなアニメは『ひとりでチュリプュア』であり、そのキャラクターの図柄入りの下着を着用している。モモンによって、その下着にまつわる数々の恥辱を受け大激怒した結果、チャージル・サイフォドンを覚醒させることとなった。
アニメでは清麿が持ち上げることも困難な石像を運んだり、ザルチムの「オルシド・シャロン」を引き千切るなど、ガッシュに引けを取らない怪力を披露している。
盾や回復など、主に戦闘補助の術（聖属性）を使うため、戦闘に関しては主にガッシュたちのサポートに回ることが多く、本を燃やした回数は少ないが 、ガッシュをはじめとした他の仲間たちがもっぱらパートナーの指示に従って戦うのに対し、自分から積極的に指示を働きかける傾向がある。戦闘では使用されなかったが、クリア・ノート編では対クリアの修行によって、精神を集中することで体の周囲に術抜きでバリアを作り出せるようにまでなった。
仲間に対しては敬称略で呼んでいるが、清麿の母・華やサンビームに対しては「さん」付けで呼んでいる。
作中では胸に羽の形をしたブローチが付いた赤い服とピンクのスカート、赤い靴を着用している。右腕に撒いている花の腕時計は恵に買ってもらったものであり、原作ではガッシュペアとモチノキ遊園地でデートする時に付けていた。また、お出掛けの時に持ち歩いているピンクのバッグは恵の手作りである。
魔界時代の親友だったマルスに裏切られたことで、友達でも関係なく戦わなければいけない残酷さを痛感し、その恐怖心から周囲の魔物に心を閉ざしていたが、ガッシュと清麿によって救われ、ともに「やさしい王様」を目指すことを誓う。恵から合気道を教わり、頼れる兄的存在である清麿に信頼を寄せ、気に入っている。恵が仕事で忙しい時はよく高嶺家に遊びに行き、宿泊することもある。戦いをきっかけに成長したガッシュに好意を持っているが、その気持ちに素直にはなれない。そのためか、ガッシュの無神経な発言に怒って首を絞めることがお約束となっている。おてんばかつ勝気で強気だが、自分の非を叱られたりそれに気がつくと素直に謝罪したり、本の持ち主（サンビーム）が見つかる前のウマゴンに、マルスから逃げていた自分自身を重ね、清麿に「ウマゴンを居候させてほしい」と懇願する優しさを見せている。実際に教わったかは不明だが、ツァオロン戦後はウォンレイに弟子入りを志願している。料理の腕前はスズメほどではないが、あまり上手ではない 。主要人物の中で唯一、恵が清麿に好意を持っていることを知っており、リオウ戦で重体となった清麿が呼吸をしていなかった際、「ビッグチャンス到来よ」と恵に人工呼吸を勧めている。
クリア編ではキャンチョメがクリアに敗北して魔界へ帰ったことでクリアに対して恐怖心を覚えるが、ガッシュ達の激励で士気を取り戻す。クリアとの最終決戦では、クリアの放つ「シン・クリア・セウノウス・ザレフェドーラ」の超遠距離連続砲撃からガッシュやウマゴンを守り続け、自身を犠牲にしながら防御するその過程で身体は限界を迎えつつあった。だが、ロッキー山脈近郊で「ザレフェドーラ」の主砲自体を射出する超巨大攻撃から地元周辺の人々を守るために最後の力を振り絞り、桁外れの破壊力を誇る消滅エネルギーに対して「チャージル・セシルドン」で対抗し、己の本と引き替えになりながらも防ぐ。そして、ガッシュに「また明日」と言い残して魔界に帰っていった。
クリア完全体との戦いではガッシュの金色の本を通して現れ、クリア完全体の攻撃でダメージを負った清麿や、ブラゴとシェリーを回復させてガッシュの力になった。最終回ではガッシュやウマゴン、コルルと同じ学校に通っている。
番外編ではコルルと一緒にいることが多く、王様になっても全然変わらないガッシュに呆れている。

### 続編『ガッシュ2』について
身長が伸び、筋肉質な凛々しい女性へと成長しており、怪力も急激に増している。気が強い性格は相変わらずで、ガッシュが極秘にしていた計画を教えてもらえなかったことには激怒していた。
魔界が正体不明の存在からの襲撃で壊滅状態に陥りながらも、生き残った他の魔物たちを連れて逃げ延びており、彼らを守るため戦っている。鎖がついた巨大な盾を攻防一体の武器として操り、呪文が奪われた状態でありながらも侵略者と互角以上に渡り合える力を持っている。

### 呪文
1. セウシル
球状のバリアを張る。最大範囲は半径数mほどで、任意の場所に張ることが可能だが、その位置に遮蔽物があるとバリアはそこを避けるように張られるので、地上においてはドーム状となり、下からの攻撃には対応できなくなる。「マ・セシルド」とは異なり全体を防御できるため使用率は高いが、防御力はやや低め。
2. サイス
両腕を交わし小さな聖なる刃を飛ばして攻撃する。威力は弱く、ほとんどの場合本を狙う形で放たれるが、率先して壁破壊に使う場合もある。
3. マ・セシルド
中央に羽の紋章が刻まれた円形の巨大な盾を出現させる。ティオから離れた任意の場所にも作り出せる。「チャージル・セシルドン」が出るまではティオの防御呪文の中で最も強く、ギガノ級程度なら完璧に防ぐことができるほどの防御力を誇る。球状のバリアとして展開する「セウシル」とは異なり、あくまでも「盾」なので効果範囲は一面のみ。
『2』では手の動きに合わせて盾を移動させることが可能になっており、多方面からの攻撃にも対応ができるようになった。
4. ギガ・ラ・セウシル
敵を球状のバリアの中に閉じ込める。内部から放たれた敵の攻撃を敵自身に跳ね返す、恵曰く「自業自得」の効果を持つ。「セウシル」同様、地上で使うと敵が一般的な大きさならばドーム状になる。耐久性はさほど高くないが、心の力を高めればギガノ級の術にも対抗可能。ナゾナゾ博士との対決で習得。
5. サイフォジオ
羽と水晶を持つ剣を出現させ、対象者を貫くことで戦闘で受けた傷や消耗した体力を回復する。僅かながら受けた者の心の力を回復させる効果も持つ。魔物・人間の両方に効く。複数の対象を串刺し状態にして、一度にまとめて回復させることも可能。「ギガ・ラ・セウシル」同様、ナゾナゾ博士との対決で習得。
続編である『2』では正体不明の存在に奪われてしまい、敵陣営であるレビー・鼻毛ブーペアが使用していたが、フォルゴレの活躍により奪還。
6. チャージル・サイフォドン
ティオの最大攻撃呪文にして最凶呪文。対モモン戦における数々の恥辱から覚醒した。形状は「サイフォジオ」に似ているが、女神の上半身が巨大な刃を手にしたような姿をしている。女神の胸の水晶部分にそれまでティオが受けた怒り・憎しみ・屈辱の図が浮かびその感情の昂ぶりにつれて女神の顔も凶悪になり、それらの憎しみを攻撃力に変え、最大にまで高まると同時に相手に投げつける。溜め具合によってはディオガ級呪文にも引けを取らないほどの攻撃力を発揮する。この術の登場によって、今までほとんどサポートにだけ徹してきたティオにも積極的に攻撃を仕掛けていく場面が見られた。恵は初めて「チャージル・セシルドン」を使った際「本来は『チャージル・セシルドン』だけを覚えるはずだったが、モモンの悪戯（主に彼女のスカートを捲られたこと）で凶暴化していたせいでこの攻撃的な術を偶然覚えてしまった」と推測している。
なお、初回登場時以降は、憎しみなどの感情そのものよりもティオ自身が受けたダメージを攻撃力に加算するシーンが多い。
7. チャージル・セシルドン
「チャージル・サイフォドン」と共に現れた「読めない呪文」が読めるようになったもの。原作とアニメ版では形状が異なる。
原作
下半身が巨大な盾となった女神を出現させる。盾には指のようなものがあり、かざしたティオの手とシンクロしている描写がある。女神の胸の水晶に仲間の傷ついた姿などが浮かぶ度、高まっていくティオの「誰かを守りたいという思い」に呼応してより強固になり、発動中に敵の攻撃で破損しても、その能力で瞬時に修復する。その強度はゼオンの「ジガディラス・ウル・ザケルガ」をも防ぐほど。また、盾の裏側で防いだ術がどういう状態なのかを映し出している。ティオの本来の力が純粋に表れた術のため「『チャージル・サイフォドン』とは比べものにならないほど強い」と恵は評した。
「チャージル・サイフォドン」とほぼ同時に本には術が現れていたが、ティオの本当に誰かを守りたい心が目覚めるまで恵には読めない状態であった。
アニメ版
光る珠を中心として手を繋いだ3人の女神のような姿が現れ、珠が敵の攻撃呪文を吸収する。ゼオンの「ジャウロ・ザケルガ」を防いだが、その反動でティオ自身や恵が気絶してしまう。
8. リマ・チャージル・セシルドン
ティオの最大防御呪文。「チャージル・セシルドン」を同時に2つ出現させる。両手でそれぞれ操ることができるが、本来両手で支えても負担の大きい盾を片手で扱うので、体（特に腕）に相当な負担がかかる。
9. シン・サイフォジオ
「サイフォジオ」の強化版で「シン」の術の一つ。魔界へ戻り魂だけの存在になったが、ガッシュの「自分たちを助けたい」という思いを感じ取り、ガッシュを助けたいと思った時にガッシュの金色の本に現れた呪文。
10. ギガノ・サイス
ゲームオリジナル呪文。両腕から羽のついた巨大なハート型のエネルギーを放つ。

## 大海恵（おおうみ めぐみ）
声 - 前田愛
- 誕生日：8月12日
- 年齢：16歳→17歳→32歳（ガッシュ2）
- 血液型：B型
- 身長：167cm
- 趣味：歌、スポーツ（水泳）
- 好きな食べ物：焼きタラコおにぎり、シフォンケーキ
- 好きなタイプ：何か一つ極められる人[18]

本作品における人間サイドのヒロイン。ティオの本の持ち主。港での撮影の際、海で溺れていたティオを助けた。高校生にして、容姿・スタイルともに非常に優れた超人気アイドル歌手。プライベートでは、変装用の眼鏡を常に携帯している。持ち歌のイメージは「LINDBERG」。原作ではもっぱら歌手面での描写のみだが、アニメ版ではグラビア撮影やテレビドラマ出演といった多方面での活動も描かれている。髪の色は原作では黒、アニメでは茶色となっている。原作では主にロングヘアであるが、アニメ版ではポニーテールになったことがある。東京のマンションでティオと二人で暮らしている。
困っている人を見ると、放っておけない優しい人柄。物事に対して肯定的な性格で、何かと背伸びしたがるティオを暖かく見守る。また、気配り上手なしっかり者で料理も得意。合気道を嗜み、腕っ節は清麿を上回る。以上のように温和な性格と幅広い技能を持ち合わせ、一見完璧とも思えるが、卑猥な言葉は口にできないというアイドルならではの弱点もある。
また、アニメではティオ共々初心な一面もあり、仲間の色恋沙汰に気後れする描写や希に素でボケることもあった。落ち着きのある常識人という立ち位置からか、メインの味方登場人物の中ではデフォルメされた崩れ顔がほとんど見られない。
仲間に対してはガッシュと清麿とキャンチョメを「くん」付け、フォルゴレやサンビームを「さん」付けで呼んでおり、その他は敬称略で呼んでいる。
作中では主に緑色系の服装をしており、ぺた靴やブーツを履くことが多いが、大きな戦いの時（石版編やファウード編など）は常にミニスカート姿で、キャンバスシューズを履いていた。アニメオリジナルではズボンを履いていることが多い。アクセサリーはあまり着飾らず、ネックレスやブレスレットを身に付けている。
清麿に好意を持っており、それをうかがわせる描写がいくつか描かれている。顕著な例として、宣戦布告をしてきた鈴芽に対して意地悪をしたり 、清麿への人工呼吸の時に赤面しながら喜んで準備をしたことが挙げられる。また、リオウとの戦いで心肺停止の状態に陥った清麿の容態をいち早く調べ、ほとんどのパートナーが蘇生を諦めたのに対し、決して諦めずに術を唱え続けていた。アニメ版やゲーム版などでは、さらに関連描写が追加されている。
- マルスに襲われて助けてもらった際、清麿の顔を見て赤面（邂逅編）。
- 遊園地に行く途中、立ち寄ったブティック内に置かれたドレスを見て「これを着て行ったら清麿くんは驚くかな?」と赤面しながら想像（邂逅編）。
- デボロ遺跡に向かう際、アポロに「清麿が美女（恵）を連れて来るなんて」と茶化されて清麿と共に赤面（アニメ版石版編）。
- 空港で清麿と再会した際、彼を自分のコンサートに誘っている（アニメ版ファウード編）。
- 清麿がビッグ・ボインの胸に興味を示さなかったことを知り、嬉しそうに彼を褒める（アニメ版ファウード編）。
- 仕事の休みを願い出た際、事務所の社長に清麿のことを恋人なのかと尋ねられた際、赤面しながら誤魔化している（アニメ版ファウード編）。
- ファウードが動き出して清麿から「何かに掴まれ!」と指示された際、清麿に抱き付く（アニメ版ファウード編）。
- 自身の水着写真集をプレゼントしようとする（ゲームボーイアドバンスゲーム『魔界のブックマーク』）。
- 雨の日に清麿に相合傘を勧める（2005年のカレンダーの5月・6月のイラスト）。
- パートナーカードの中に右手の小指を立てているイラストがある（「金色のガッシュベル!! ザ・カードバトル」）。

清麿とは相性が良く、談笑している描写が多々見られ、作中では互いに一度も喧嘩をした描写はない。清麿と手を繋いだり、腕を組むなど、彼に対して積極的な様子が描かれている。
人気投票では、第1回目と第2回目が6位、第3回目が4位に位置している。また、公式ガイド本での作者発言によると、異性からのお便りが非常に多かったとのこと。
戦闘規模が巨大化した連載末期では、彼女がクローズアップして描かれることがほとんどなかった。ティオが魔界に帰った後でもアイドル活動を続けており、清麿たちと会っている。ティオが魔界に帰ってしまい寂しい思いをしていたが、ティオからの手紙を呼んだ際は嬉し涙を流していた。
アニメでは出番が原作以上に増しており、オリジナル回や追加描写による話の際には清麿の家に来てともに行動することも多かった。作中で彼女のメインテーマ曲は作られなかったが、清麿とのデュエット曲が存在する。

### 続編『ガッシュ2』について
今もなお、人気絶頂のアイドルとして活動している。
しかしコンサートツアーの最中、ティオをイメージして作詞した「虹色の盾」の歌唱中にティオの悲しむ姿が浮かび上がり、胸騒ぎがして会場の外の景色を眺めた際に、炎の膜で覆われた会場とそれにより侵入を阻まれている朱色の魔本を見つけると、ティオの危機を感じて膜を強行突破。本を再び手にすると同時に魔界に転送され、ティオや同じく転送されてきたガッシュと清磨と再会を果たした。